# Jacques Vier
Jacques Vier, né le 11 mai 1903 à Nîmes et mort le 3 février 1991 à Rennes, est un historien, critique littéraire et écrivain français.

## Biographie
Il est agrégé de lettres et docteur ès lettres. Il a été professeur de littérature française et canadienne à l'Université de Haute-Bretagne Rennes II de 1955 à 1973. 
Il a été couronné en 1974 pour l'ensemble de son œuvre par le Prix Dumas-Millier de l'Académie française.

## Publications
- La Comtesse d'Agoult et son temps. Tome I. Le Faubourg Saint-Germain et les années de pèlerinage, 1805-1839. Tome II. Recommencement d'une vie, 1839-1848, Tome III: La révolution de 1848, Tome IV. Cinquième partie (suite). La République sous l'Empire (1848-1870), Armand Collin, 1955-1959-1961-1961. Couronné en 1965 par le Prix Georges Dupau de l'Académie française[2].
- Histoire de la littérature française, Librairie Armand Collin, 1959. Couronné en 1971 par le Prix Georges Dupau de l'Académie française[2].
- « Maurras et Bernanos », Études maurrassiennes, Aix-en-Provence, vol. 2,‎ 1973, p. 183-194
- « Maurras et les « Lumières » », Études maurrassiennes, Aix-en-Provence, vol. 4,‎ 1980, p. 301-308
- « Romantisme et modernisme devant la justice maurrassienne », Études maurrassiennes, Aix-en-Provence, vol. 5, no 2,‎ 1986, p. 491-500